# 高岡神社 (四万十町)
高岡神社（たかおかじんじゃ）は、高知県高岡郡四万十町にある神社。祭神は大日本根子彦太迩尊（東大宮）、磯城細姫命（今大神宮）、大山祇命・吉備彦狭嶋命（中ノ宮）、伊予二名洲小千命（今宮）、伊予天狭貫尊（森ノ宮）。四国八十八箇所三十七番札所岩本寺の元札所である。社格は県社。

## 概要
別名を仁井田五社といい、向かって右より東大宮（一の宮）、今大神宮（二の宮）、中ノ宮（三の宮）、今宮（四の宮）、森ノ宮（五の宮）が単独の神社として県道322号線沿いに並び、それぞれ祭神が配されている。この五社を総称して高岡神社と呼ぶ。正式名称は仁井田明神。地元では「五社さん」と呼ばれている。
伝承によれば、大和時代の6世紀頃、伊予の豪族・河野氏の一派が一族の争いから当地に逃れ、この地の土豪と共に土地を開墾し安住の地と定めた。ここに祖神を祀り仁井田大明神とし、この地の総鎮守とした。
平安時代初期の天長3年（826年）四国を巡錫していた空海（弘法大師）が境内に福円満寺を創建したと言われる。空海は神社を5社に分社し五社大明神とし、神仏習合の神宮寺としたと伝えられている。
室町時代後期の享禄 - 天文年間（1528年 - 1555年）には戦火に遭うなどで衰微した。
江戸時代に入り、土佐藩2代藩主山内忠義が神社を整備した。社殿の改築、金幣の奉納を行い武運長久の崇敬神とした。
明治初年の神仏分離により本尊は岩本寺へ移された。
秋季大祭では、流鏑馬などの神事が行われる。
社務所は中ノ宮に構えられている。

## 五社について
分社された神は本地仏として祀られた。各祭神および本地仏は以下の通りである。
- 東大宮（一の宮）：大日本根子彦太迩尊＝不動明王
- 今大神宮（二の宮）：磯城細姫命＝観世音菩薩
- 中ノ宮（三の宮）：大山祇命・吉備彦狭嶋命＝阿弥陀如来
- 今宮（四の宮）：伊予二名洲小千命＝薬師如来
- 森ノ宮（五の宮・聖宮）：伊予天狭貫尊＝地蔵菩薩

これら5体の仏は、現在、岩本寺の本尊となっている。

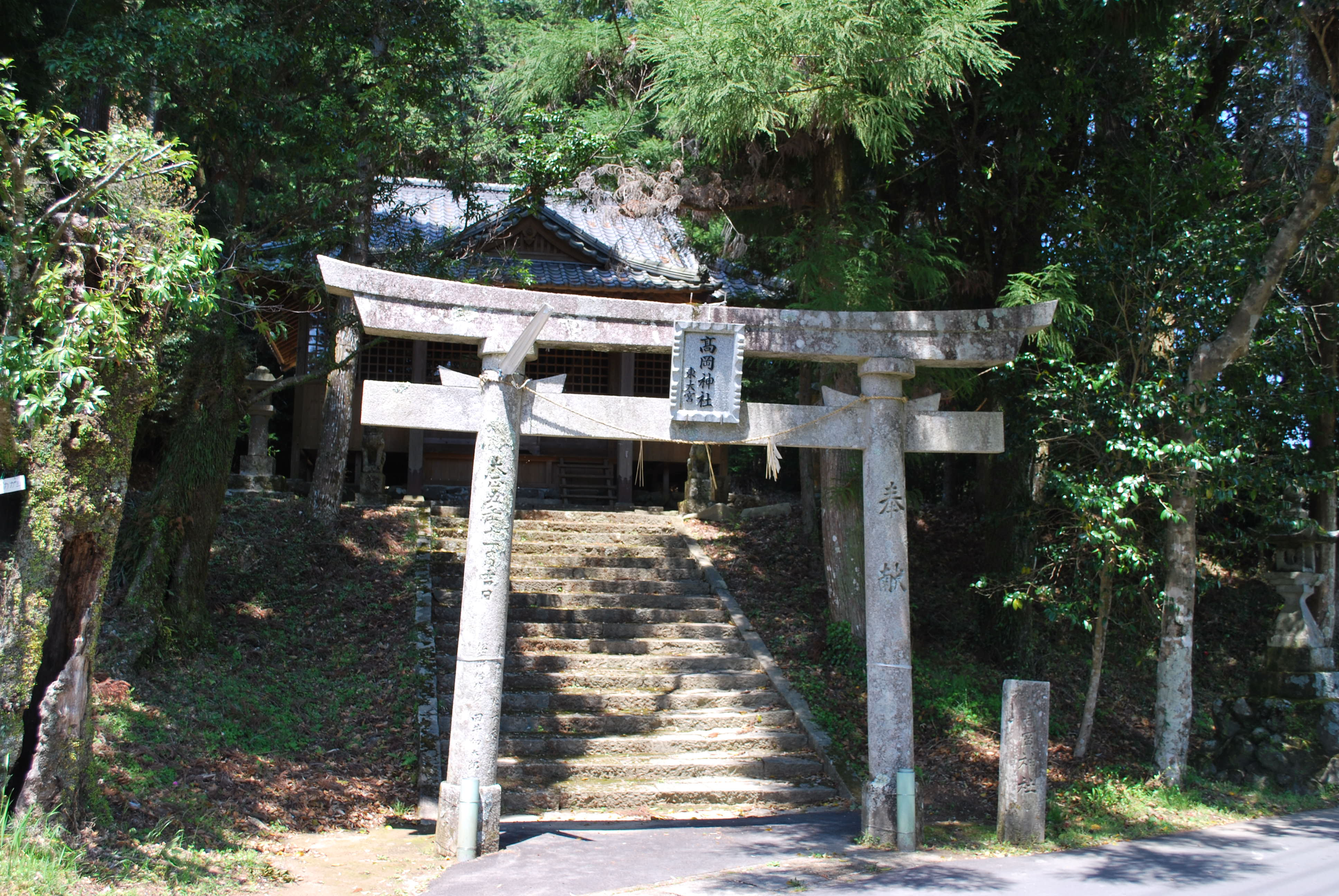
東大宮（一の宮）
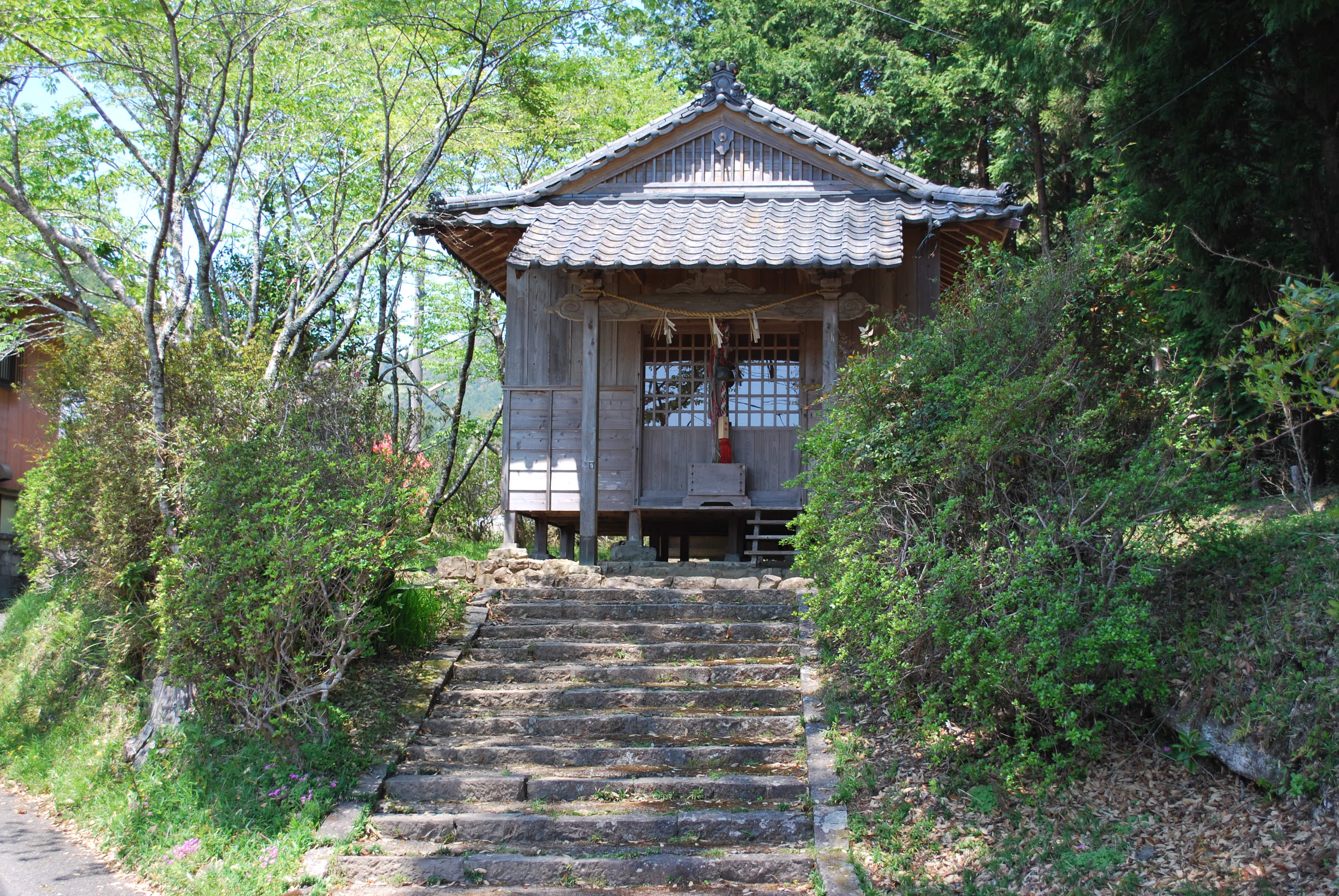
今大神宮（二の宮）
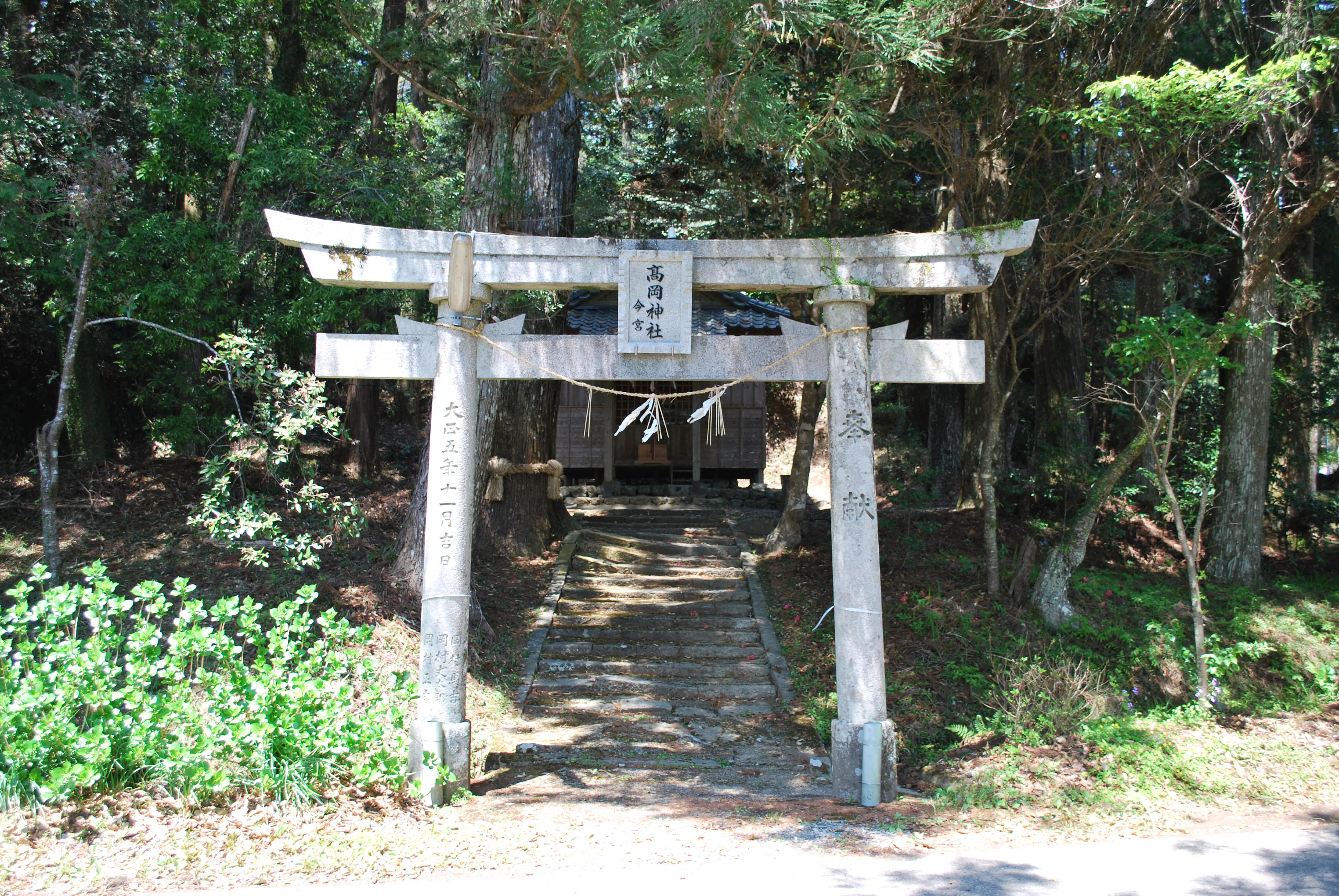
今宮（四の宮）
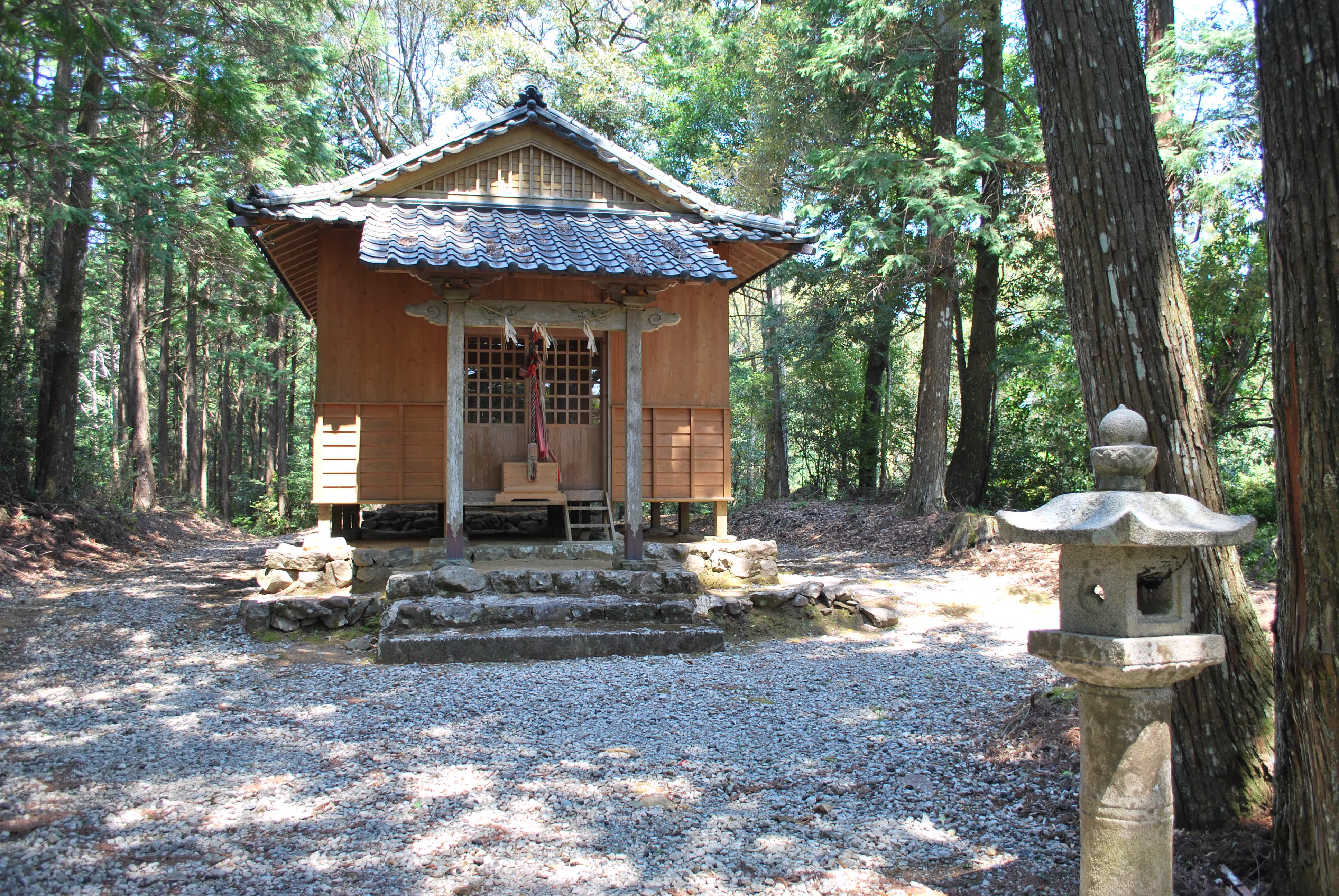
森ノ宮（五の宮）
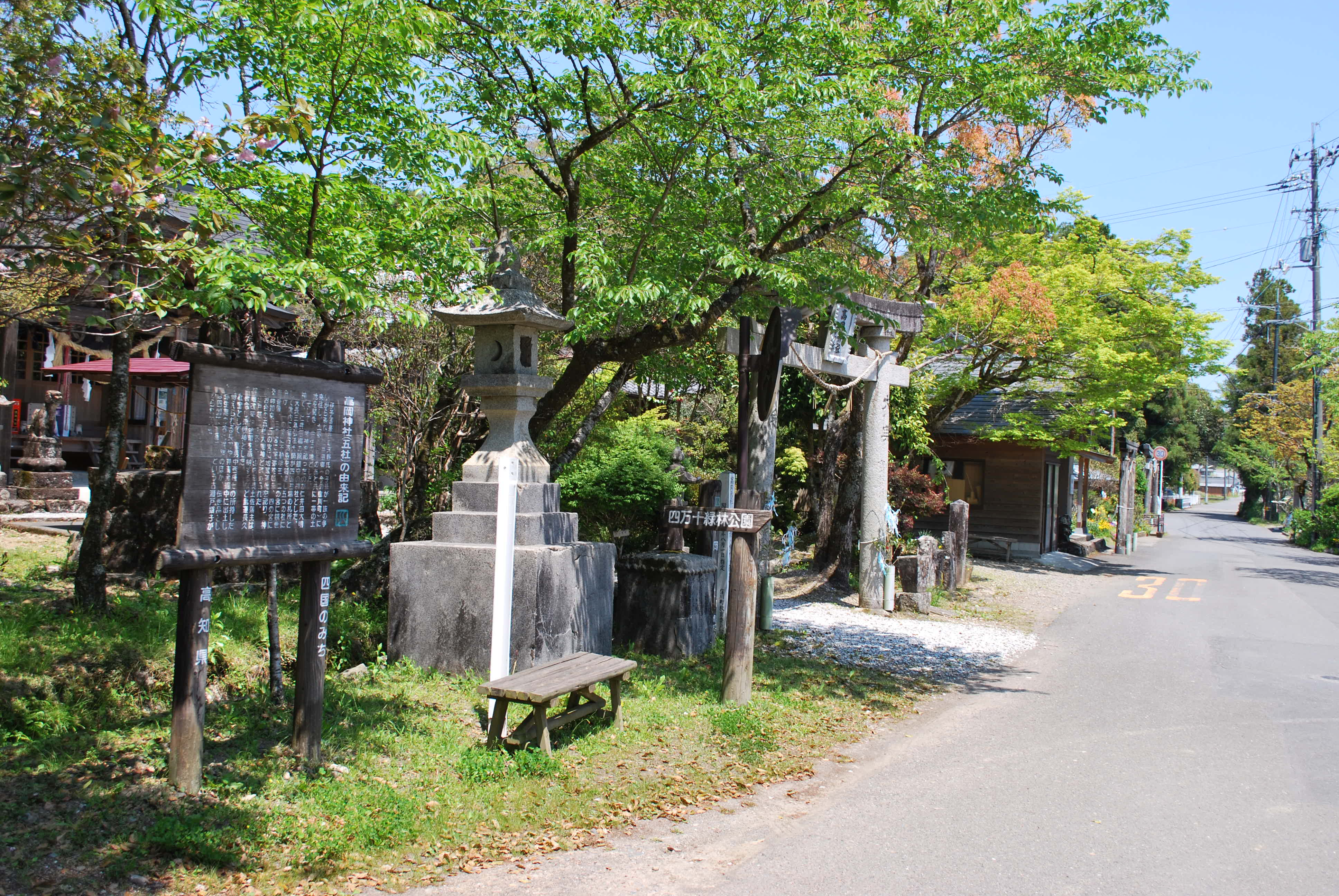
県道に面する鳥居

## 文化財
四万十町指定無形民俗文化財
- 高岡神社の大祭

社宝
当神社の社宝となっていて、行政の指定文化財ではないもの。
- 長刀：戦国時代、仁井田五人衆と呼ばれる地侍の一人で豪勇の中西権七が所持した大太刀と伝えられている。長さ1.6m、重さ30kg。
- 銅鐸：弥生時代のものと推定される。
- 古瀬戸瓶子：代々社宝として伝えられている古瀬戸焼の壷で、四国最古と言われている。
- 兜：仁井田五人衆が奉納したと伝わる5つの兜で、「土州住人北原宣保作」の銘が確認できる。